# 第12步兵師 (德國國防軍)
德國國防軍陸軍第12步兵師（德語：12. Infanterie-Division）是威瑪共和國防衛軍陸軍、納粹德國國防軍陸軍的一個步兵師。該師於1934年10月組建。
第二次世界大戰期間，該師參與入侵波蘭、入侵法國行動。1941年6月，該師參與巴巴羅薩行動。
該師一直在東線作戰，直至1944年7月巴格拉基昂行動被殲。同年9月，該師重建，改編為第12國民擲彈兵師（德語：12. Volksgrenadier-division），並調往西線。
該師最後於1945年4月在魯爾口袋被圍被殲。

## 註腳
1. ↑  Mitcham（2007年）